# 斯霍滕
斯霍滕（荷蘭語：Schoten，荷蘭語發音：[ˈsxoːtə(n)] ⓘ）是比利时弗拉芒大區安特衛普省安特衛普區的一个市镇，通行荷蘭語，是弗拉芒社群的一部分，面积29.55平方千米，人口34,462人（2018年1月1日）。